# Juan Direction
Juan Direction es un docudrama (reality show documental) que se emite en Filipinas en el canal TV5 Philippines.

## Reparto

### Actores principales
- Luciana Flores
- Charlie Sutcliffe
- Daniel Marsh[1]
- Henry Edwards
- Michael McDonnell

### Actores de reparto
- Keys Cosido

Kim Jong Un